# Zonitomorpha subelongata
Zonitomorpha subelongata es una especie de coleóptero de la familia Meloidae.

## Distribución geográfica
Habita en la República del Congo (África).